# 翁巗
翁巖（1448年—？），字國瞻，福建興化府莆田縣人，民籍，明朝政治人物。

## 生平
福建鄉試第五十名舉人。成化十七年（1481年）中式辛丑科會試第一百四十六名，二甲第七十八名進士。

## 家族
曾祖翁仕哲；祖父翁潛亨；父翁文賢，母周氏。慈侍下。弟翁淕（贡士）。